# Woronowe (obwód ługański)
Woronowe (ukr. Воронове) – osiedle typu miejskiego na Ukrainie, w obwodzie ługańskim, w rejonie siewierodonieckim. W 2001 liczyło 764 mieszkańców.